# Береги Долішні
Береги́ Долі́шні (пол. Brzegi Dolne) — село в Польщі, у гміні Устрики-Долішні Бещадського повіту Підкарпатського воєводства. Колишнє бойківське село, у рамках договору обміну територіями 1951 року все українське населення насильно переселено. Населення — 411 осіб (2011).

## Історія села
Перша згадка про село Береги Долішні в 1532 році, закріпачене на волоському праві, село було у королівській власності. Привілей на закріпачення села виданий королем Сиґізмундом Августом братам Дмитрові і Стецеві. В 1544 році село перейшло у власність Івана Кунашевича. Входило село до складу так званої Стерв'язької країни Перемишльської землі Руського воєводства.
У 1772—1918 рр. село було у складі Австро-Угорської монархії, у провінції Королівство Галичини та Володимирії. В 1784 в селі в рамках Йосифинської колонізації австрійська влада оселила німецьких колоністів у частині села, яку назвали Зіґенталь. В 1940 німецькі колоністи були депортовані до Вартегау за програмою Додому в Рейх. В 1872 р. через село прокладена Перша угорсько-галицька залізниця.
Береги Долішні є одним з найстаріших центрів у світі видобутку нафти, нафту видобували тут з 1884 року.
У 1919—1939 рр. входило до ґміни Кросьцєнко Добромильського повіту Львівського воєводства.
З 1940 до 1951 село відносилось до Нижньо-Устрицького району Дрогобицької області України (відійшло до Польщі відповідно до договору обміну територіями 1951 року). 170 родин вивезено до колгоспу ім. Молотова (с. Зміївка у Бериславському районі Херсонської області).
У 1975—1998 роках село належало до Кросненського воєводства.

## Населення
Демографічна структура станом на 31 березня 2011 року:
|          | Загалом | Допрацездатний вік | Працездатний вік | Постпрацездатний вік |
| -------- | ------- | ------------------ | ---------------- | -------------------- |
| Чоловіки | 201     | 34                 | 145              | 22                   |
| Жінки    | 210     | 40                 | 129              | 41                   |
| Разом    | 411     | 74                 | 274              | 63                   |

Згідно з переписом 1921 року, у селі було 162 будинки і 1018 жителів (689 греко-католиків, 171 євангеліст, 136 римо-католиків і 22 юдеї).
На 01.01.1939 в селі було 1530 жителів, з них 1030 українців-грекокатоликів, 100 українців-римокатоликів, 160 поляків (приїжджі працівники лісових промислів), 20 євреїв, 40 циганів і 180 німців (у присілку Зіґенталь).
В 1951, у рамках договору обміну територіями 1951 року, все українське населення (223 сім'ї, 1055 осіб) було переміщено на схід, зокрема в село Зміївка Бериславський район Херсонської області до колгоспу ім. Молотова— 170 сімей, а до села переселено поляків з Белзу і Сокалю.

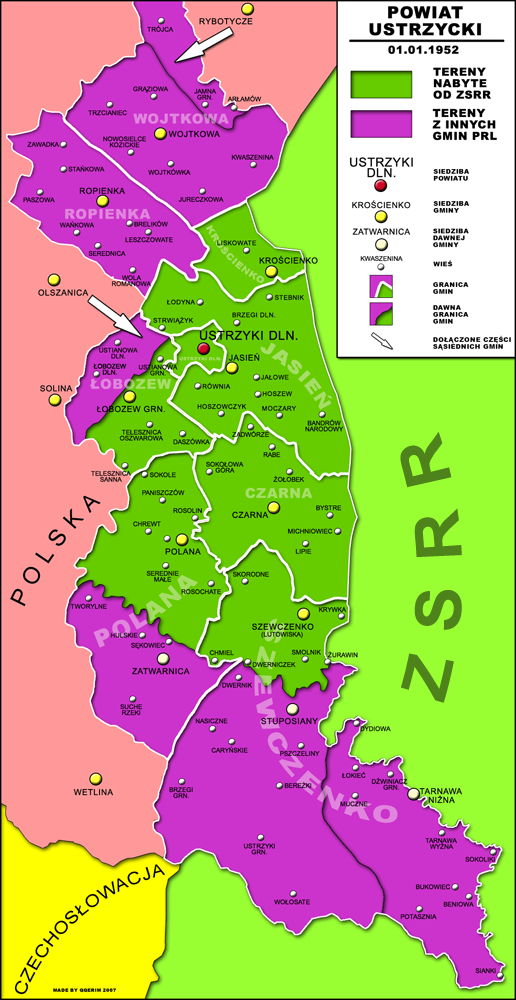
Адміністративна карта новоутвореного Устрицького повіту, січень 1952 року

## Церква Архангела Михаїла

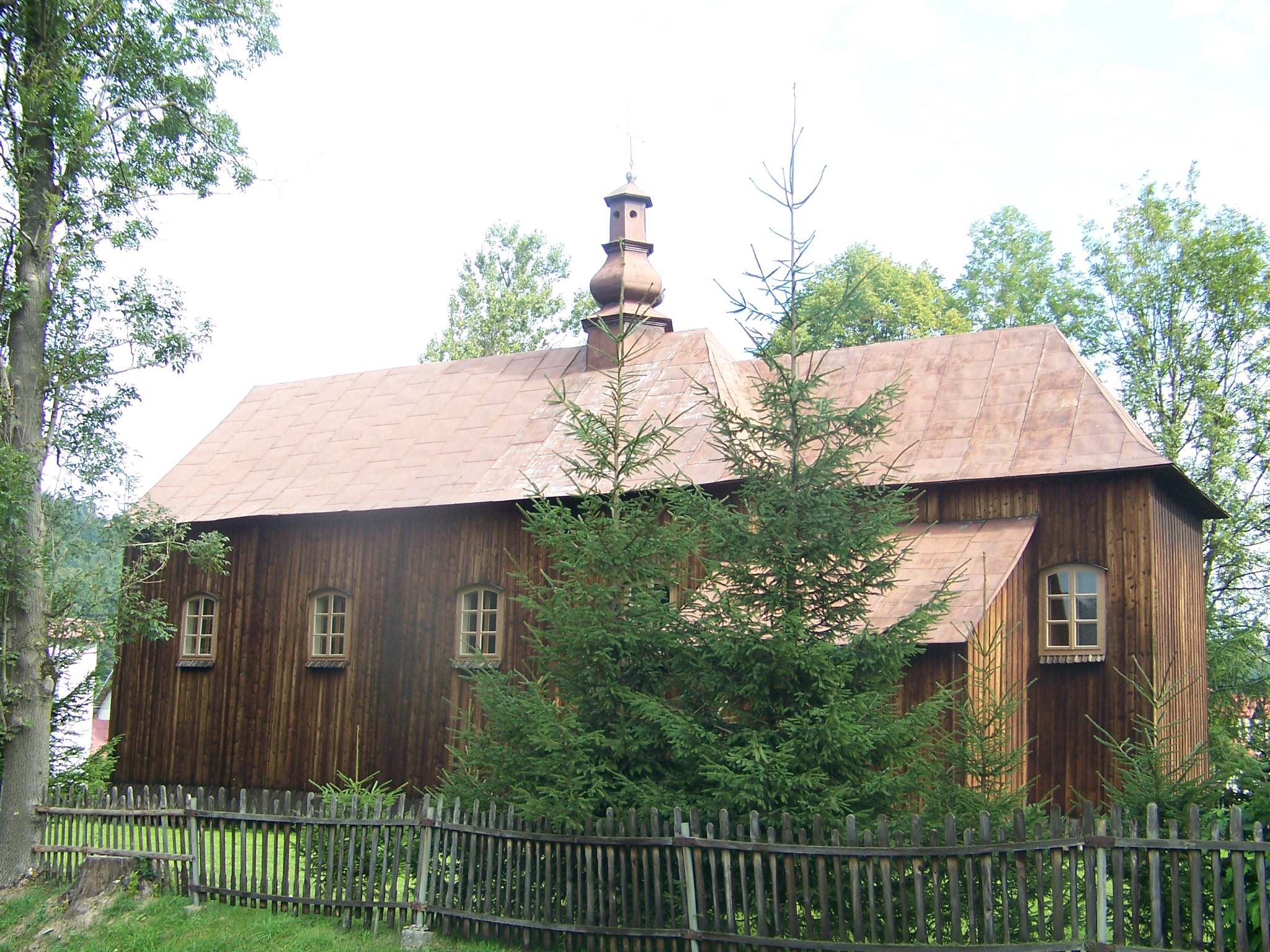
Церква Архангела Михаїла (1844 р.), зараз римо-католицький костел

Церква Архангела Михаїла (зараз костел Діви Марії Розарії) — греко-католицька церква, побудована з дерева в 1844 році на місці попередньої церкви (перша згадка в 1615 році), була парафіяльною і належала до Устрицького деканату Перемишльської єпархії УГКЦ. Церква стоїть у західній частині села.
Церкву внесено до загальнодержавного реєстру пам'ятників історії.
Побудована в 1844 році, ремонтувалась в 1884, 1909 і 1922 роках.
Після передання села до Польщі, церква використовувалась як склад. В 1973 передана місцевій римо-католицькій громаді як парафіяльний костел (перейменований на честь Богородиці), в 1978 відремонтована.
В церкві з початкового оформлення залишилась поліхромія на стінах. На захід від церкви є дзвіниця, побудована одночасно з церквою.
При дорозі є мурована капличка XIX століття, покрита ґонтом.

## Відомі люди

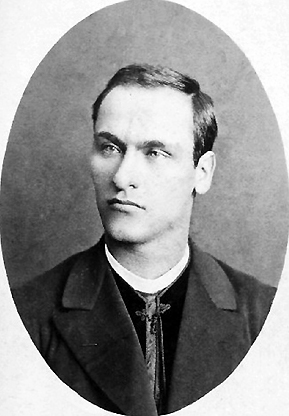
О. Михайло Зубрицький

- О. Михайло ЗубрицькийЗ 1914 і до смерті в 1919 в селі жив і активно діяв о. Михайло Зубрицький — відомий український етнограф, фольклорист, педагог, історик, публіцист, громадський діяч та греко-католицький священик. Похований на місцевому кладовищі[13].